# 司人形
司人形（つかさにんぎょう）は日本の漫画家。

## 人物
一水社及びその関連会社である光彩書房の成年向け漫画雑誌と同アンソロジーで主に活動していた。
鉛筆のタッチを生かした繊細な描き込みと、人体をほぼデフォルメせず写実的に描く高い画力・デッサン力を特徴とし、作品内容はハードな陵辱描写が際立つ。雑誌掲載時はよく「未完の大器」というアオリが付いていた。作画にこだわる故か、反面非常な遅筆家・寡作家でもあり、掲載予定原稿が間に合わずに、雑誌の表紙に名前があるのに作品が載らなかったケースが数回ある。
商業誌における活動時期は概ね1999年から2004年にかけてであり、この間10本前後の作品を発表している。以降は新作発表が見られなくなった。2008年現在、単行本は出版されていない。

## 作品リスト

### 雑誌掲載
| 作品名                             | 出版社   | 誌名         | 掲載号       |
| ---------------------------------- | -------- | ------------ | ------------ |
| 「壊画」                           | 一水社   | 「東京H」    | 1999年12月号 |
| 「猫被りの住人たち（前編）」       | 一水社   | 「東京H」    | 2000年 6月号 |
| 「猫被りの住人たち（中編）」       | 一水社   | 「東京H」    | 2000年10月号 |
| 「猫被りの住人たち（後編）」       | 光彩書房 | 「純愛果実」 | 2001年 2月号 |
| 巻頭カラーポスター（1枚）          | 光彩書房 | 「純愛果実」 | 2001年 4月号 |
| 「隙間(krévis)」                   | 光彩書房 | 「純愛果実」 | 2002年 7月号 |
| 「昼下がりの暗黒」                 | 光彩書房 | 「純愛果実」 | 2003年 3月号 |
| 「昼下がりの暗黒－夕暮れの慟哭－」 | 光彩書房 | 「純愛果実」 | 2004年11月号 |

### アンソロジーコミック掲載
| 作品名                             | 出版社   | アンソロジー名    | 発行年月   | ISBN               |
| ---------------------------------- | -------- | ----------------- | ---------- | ------------------ |
| 「壊したいほど」                   | 光彩書房 | 「激しくて変」    | 2000年6月  | ISBN 4-87775-038-X |
| 「昼下がりの暗黒－真夜中の絶望－」 | 光彩書房 | 「Hのある風景II」 | 2003年11月 | ISBN 4-86093-074-6 |

### 同人誌
1995年から1998年頃にかけて同人活動を行っており、サークル「野獣家族」を主宰した他、ピエールのらのが主宰するサークル「トルエン一斗缶」に寄稿。成年向けパロディ漫画同人誌を発行していた。これらの中で本人は三浦建太郎や沙村広明のファンだと述べており、パロディはそれらの作家の作品を題材にしたものが多い。既知の一覧については外部リンク参照。「野獣家族」への寄稿者としては水月林太郎、黒荒馬双海、危険思想らの名前が見られる。